# Troels Vinther
Troels Rønning Vinther (* 24. Februar 1987 in Them) ist ein ehemaliger dänischer Radrennfahrer. 

## Sportlicher Werdegang
Troels Vinther gewann 2005 in der Junioren-Klasse, in der er für den Verein Vejle CK startete, eine Etappe bei der Tour du Pays de Vaud, eine Etappe beim GP Rüebliland und er wurde Erster der Gesamt- und der Bergwertung bei Liège-La Gleize. Bei der dänischen Meisterschaft gewann er das Junioren-Straßenrennen. 2006 fuhr er für die dänische Mannschaft Glud & Marstrand Horsens, wo er Dritter der nationalen Meisterschaft bei den Senioren wurde. 2007 und 2008 fuhr Vinther für das schwedische ProTeam-Team Unibet.com (2008 Cycle Collstrop), bevor er nach Dänemark zum Team Capinordic und dann zu Glud & Marstrand-LRØ zurückkehrte. Im Trikot der letztgenannten Mannschaft absolvierte er eine starke Saison 2011 und gewann das Eintagesrennen Grand Prix Herning sowie eine Etappe des Circuit des Ardennes in Frankreich.
2012 wurde Vinther vom dänischen ProTeam Saxo Bank unter Vertrag genommen. Sein Debüt für diese Mannschaft feierte er Ende Januar 2012 bei der Tour de San Luis in Argentinien. Er beendete die Rundfahrt als 94. Anfang Februar bestritt er bei der Trofeo Deía im Rahmen der Mallorca Challenge seinen ersten Einsatz in Europa. 2014 gewann er je eine Etappe des Circuit des Ardennes und der Tour du Loir-et-Cher.
Im März 2019 stürzte Troels Vinther beim Grand Prix de Denain schwer. Er fiel für den Rest der Saison aus und beendete schließlich seine Radsportlaufbahn, da er weiterhin unter den Folgen seiner erlittenen Kopfverletzungen litt. Das Jahr 2019 sei für ihn ein „Alptraum“ gewesen.

## Erfolge
2005
- Dänischer Meister – Straßenrennen (Junioren)

2009
- eine Etappe Tour de l’Avenir
- Dänischer Meister – Mannschaftszeitfahren
- Bergwertung Dänemark-Rundfahrt

2010
- zwei Etappen Festningsrittet

2011
- eine Etappe Circuit des Ardennes
- Grand Prix Herning
- Dänischer Meister – Teamzeitfahren

2014
- eine Etappe Circuit des Ardennes
- eine Etappe Tour du Loir-et-Cher

## Teams
- 2012 Glud & Marstrand Horsens
- 2007 Unibet.com
- 2008 Cycle Collstrop
- 2009 Team Capinordic
- 2012 Glud & Marstrand-LRØ Rådgivning
- 2012 Glud & Marstrand-LRØ
- 2012 Team Saxo Bank-Tinkoff Bank
- 2013 Team Cult Energy
- 2014 Cult Energy Vital Water
- 2015 Cult Energy Pro Cycling
- 2016 Riwal Platform Cycling Team
- 2017 Riwal Platform Cycling Team
- 2018 Riwal CeramicSpeed Cycling Team
- 2019 Riwal Readynez Cycling Team